# Pénélope Komitès
Pénélope Komitès, née le 6 mai 1959 à Clamart, est une  femme politique française, ancienne directrice exécutive de Greenpeace France. 
Elle est adjointe au maire de Paris chargée des personnes en situation de handicap de 2001 à 2008 et présidente de la Maison départementale des personnes handicapées, puis adjointe à la maire du 12e arrondissement chargée des affaires sociales et de la santé de 2008 à 2014. En avril 2014, elle est réélue conseillère de Paris, déléguée à la maire du 12e chargée des affaires sociales, des solidarités et de la santé. Elle est élue présidente de la SAE POPB en mai 2014 dont elle quitte la présidence en janvier 2015 en restant membre du Conseil d'administration. Elle devient adjointe à la maire de Paris chargée des espaces verts, de la nature en ville, de la biodiversité, de l'agriculture urbaine et des affaires funéraire le 29 septembre 2014. En juin 2020, elle est réélue conseillère de Paris, adjointe à la maire de Paris chargée de l'Innovation, des relations avec les lobbies, de la répartition des 40%  et de l'Attractivité de la résilience et de la prospective Paris 2030. Elle est également conseillère métropolitaine. 

## Famille et études
D'origine grecque, elle passe son enfance et son adolescence au sein d’une cité ouvrière de la banlieue parisienne. Après son bac de philosophie, elle entre à l’École normale de Fontenay-aux-Roses. Enseignante en banlieue parisienne pendant plusieurs années, elle s'installe à Paris dans le 12e arrondissement dans le quartier de la Bastille. Elle est mariée et mère de deux enfants. Elle est également titulaire d'un master en droit sanitaire et social.

## Carrière associative
En 1984, elle quitte l’enseignement et monte sa propre société de production, organisant divers congrès, conférences et salons, en particulier le salon Marjolaine qu'elle installe en 1988 au Parc Floral de Paris. 
De sensibilité écologiste, elle s'engage en faveur des énergies renouvelables et pour la protection de l’environnement. Elle prend la direction de Greenpeace France de 1993 à 1998. En 1995, elle participe, avec une quinzaine de militants, à une manifestation à Pékin contre les essais nucléaires chinois.

## Carrière politique
En 1997, elle passe du lobby associatif à l’action politique et adhère chez les Verts alors que Dominique Voynet entre au gouvernement comme ministre de l'Environnement.
En 1998, elle est candidate en position non éligible aux élections régionales sur la liste menée par Marie-Pierre de La Gontrie à Paris. Elle devient chargée de mission environnement et développement durable au conseil régional d'Île-de-France, puis en 2004 conseillère technique chargée de la santé, de l’économie sociale et solidaire, et des formations sanitaires et sociales au sein du cabinet de Jean-Paul Huchon, président de la région Île-de-France.
Elle est élue en 2001 conseillère de Paris du 12e arrondissement et adjointe au maire de Paris, Bertrand Delanoë, chargée des personnes handicapées. Elle devient vice-présidente du Centre d’action sociale de la ville de Paris, présidente de la commission d'appel d'offre et présidente de la maison départementale des personnes handicapées de Paris, présidente du conseil d’administration de l'hôpital Esquirol.
Elle est candidate des Verts à Paris aux élections législatives de 2002 dans la 7e circonscription, recueillant 5,87 % des suffrages exprimés, éliminée au premier tour par Patrick Bloche et Nicole Guedj. Elle se présente en 2007 dans la 8e circonscription, éliminée au premier tour avec 3,7 % des voix, laissant face à face le candidat UMP Arno Klarsfeld (35,8 %) et la socialiste Sandrine Mazetier (33,5 %) qui remporte l'élection au deuxième tour. 
Pénélope Komitès est en deuxième place sur la liste des Verts dans le 12e arrondissement pour les élections municipales de mars 2008. Elle est élue adjointe au maire du 12e arrondissement, chargée des affaires sociales, de la santé, de la solidarité et des personnes en situations de handicap.
En novembre 2010, elle démissionne des Verts pour rejoindre le Parti socialiste indiquant « je ne me reconnaissais plus dans notre parti à Paris, où le jeu de l'opposition systématique à l'équipe de Bertrand Delanoë ne me convient pas. Dans le contexte difficile que nous traversons aujourd'hui, je trouve qu'on devrait plutôt concentrer nos critiques sur la droite ».
Elle est élue en septembre 2014, adjointe à la maire de Paris chargée des espaces verts, de la nature, de la biodiversité et des affaires funéraires. En 2015, dans le cadre de sa délégation d'adjointe au maire de Paris, elle indique envisager la création de 100 hectares d'espaces végétalisés sur les façades et toiture parisiennes. Elle a notamment lancé le permis de végétaliser et les différents appels à projets "PARISCULTEURS" permettant à la capitale de se doter de 30 hectares d'agriculture urbaine.
En tandem avec Jérémy Boroy, elle est chargée du projet Handicap, Autisme, ASE et Familles dans la campagne de Vincent Peillon pour la primaire citoyenne de 2017. Il est également membre de son comité politique.
En juillet 2020, elle se fait épingler par le Canard Enchaîne pour avoir, sur sa déclaration de mars 2020 auprès de la Haute Autorité pour la Transparence de la Vie Publique (HATVP), omis ses indemnités d'adjointe auprès de la Maire de Paris, pour un montant total de 250 000 €. Elle précise que ces sommes ont été omises dans sa déclaration d'intérêts de fin de mandat, non obligatoire, à la suite d'une erreur informatique, mais que ces sommes figuraient bien dans sa déclaration de patrimoine , elle obligatoire, et que par ailleurs ces montants avaient bien évidemment été déclarés chaque année aux services fiscaux.[réf. nécessaire]